# 船越 (男鹿市)
船越（ふなこし）は、秋田県男鹿市の地名。2015年10月1日の人口は5,915人。郵便番号は010-0341。本項では同地域にかつて存在した船越村（ふなこしむら）・船越町（ふなこしまち）についても記す。

## 地理
男鹿市南東端に位置する。日本海、船越水道、八郎潟調整池に面する。西で脇本脇本、北で払戸、東で潟上市天王と隣接する。男鹿線と国道101号（船川街道）が海岸線と平行して横断している。

### 河川
- 船越水道

### 湖沼
- 八郎潟調整池

### 海洋
- 日本海

### 小字
一向、内子、狐森、サッピ、杉山、堤敷、寺後、堂ノ前、那場掛、根木、八郎谷地、放森、本町、前野、安根崎、横長根、船越

## 歴史

### 沿革
- 1889年（明治22年）4月1日 - 町村制施行により、南秋田郡船越村が単独で自治体を形成。大字の設定はなし。
- 1904年（明治37年）12月20日 - 船越村が町制施行して船越町となる。
- 1955年（昭和30年）3月1日 - 船越町が男鹿市に編入。同日船越町廃止。船越町域は男鹿市船越（大字）となる。

## 交通

### 鉄道
- 東日本旅客鉄道
  - 男鹿線
    - 船越駅

### バス
- 秋田中央交通
  - 船越・潟西線
    - みなと病院 - 脇本駅前 - 船越駅 - 若美総合支所

### 道路
- 国道101号
- 秋田県道42号男鹿八竜線
- 秋田県道104号男鹿昭和飯田川線
- 秋田県道159号船越停車場線

## 施設
- 船越郵便局
- 男鹿市立船越保育所
- 男鹿市立船越小学校
- 男鹿市立男鹿東中学校
- 秋田県立男鹿工業高等学校
- 船越本町会館
- 文化財収蔵室
- 船越海水浴場
- 船越近隣公園
- 龍門寺
- 善昌寺
- 善行寺
- 清松寺
- 円行寺
- 尭林院
- 秋葉神社

## 著名出身者
- 西村祥治 (海軍軍人)